# Zelenchuk (Rusia)
Zelenchuk (del ruso: Зеленчук) es un jútor del raión de Gulkévichi del krai de Krasnodar, en el sur de Rusia. Está situado a orillas del río Zelenchuk Vtorói, afluente del Kubán, 26 km al sur de Gulkévichi y 136 km al este de Krasnodar, la capital del krai. Tenía 102 habitantes en 2010.
Pertenece al municipio Soyuz Chetrij Jutora.